# 마그나 슈타이어

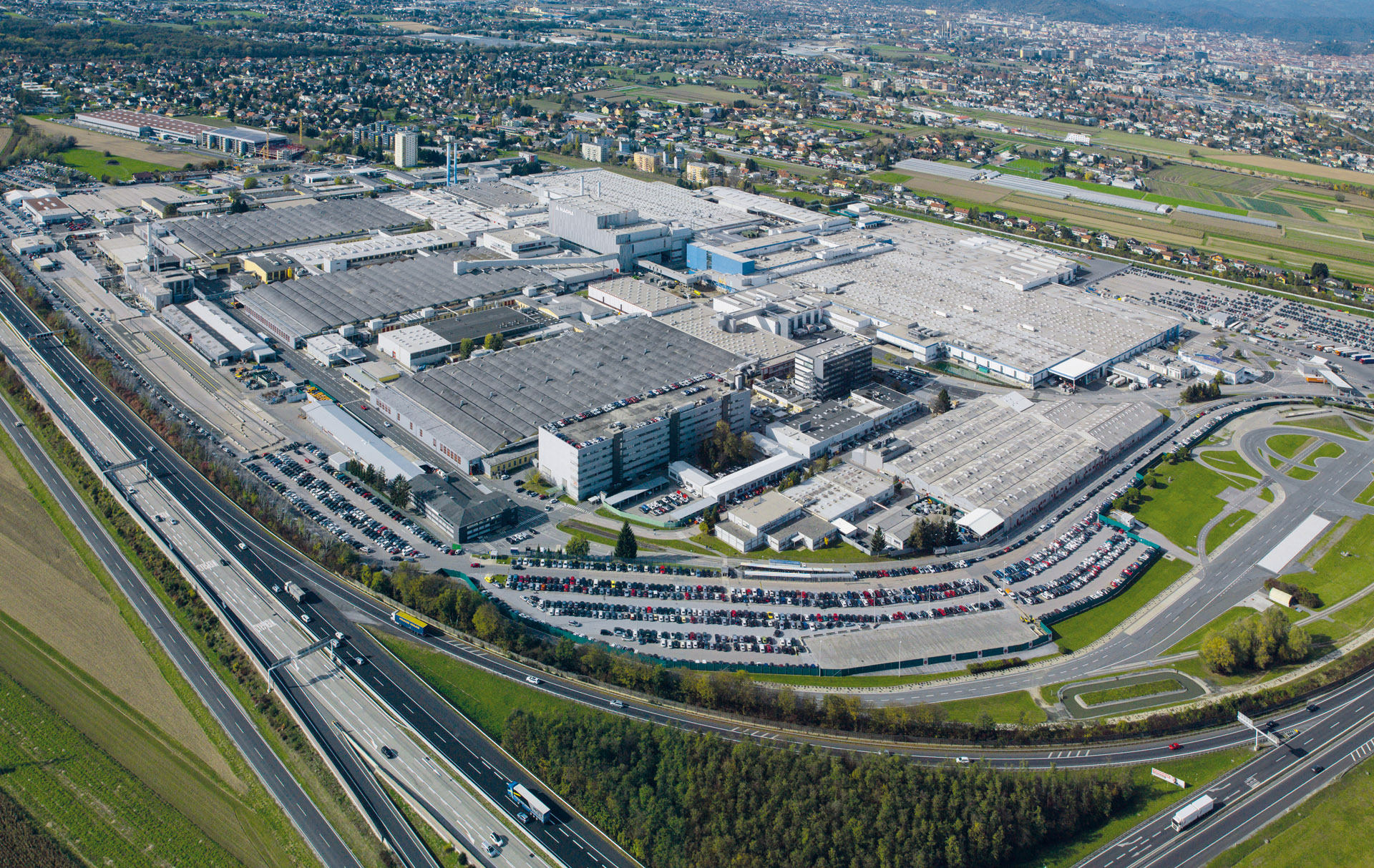
마그나 슈타이어 공장 (오스트리아)

마그나 슈타이어(Magna Steyr)는 오스트리아 그라츠에 기반을 둔 자동차 제조사로, 주 제조 공장 또한 이곳에 위치해 있다. 캐나다의 마그나 인터내셔널의 자회사이며 한때 슈타이어-다임러-푸흐의 일부였다.

## 역사
2001년 마그나 인터내셔널이 슈타이어-다임러-푸흐의 주식 대부분을 인수하면서 Magna Steyr AG & Co KG가 설립되었다.
2015년 2/4분기에 마그나 슈타이어의 배터리 팩 사업부문이 약 120,000,000달러에 삼성SDI에 인수되었다.

## 생산

### 현재
- 메르세데스-벤츠 G 클래스 2018년~현재
- BMW 5 시리즈 2017년~현재
- 재규어 E-페이스 2017년~현재
- 재규어 I-페이스 2018년~현재
- BMW Z4 2018년~현재
- 토요타 수프라 2019년~현재
- W 모터스 페니어 슈퍼스포트 2019년~현재
- 피스커 2022년~현재

### 과거
- 아우디 V8
- 지프 그랜드 체로키
- 메르세데스-벤츠 E 클래스
- 메르세데스-벤츠 GLE
- 크라이슬러 PT 크루저
- 메르세데스-벤츠 E 클래스
- 지프 그랜드 체로키
- 메르세데스-벤츠 SLS AMG
- 미니 컨트리맨

### 자동차 부품
- 메르세데스-벤츠 SLK
- 오펠 아스트라

### 리어 디퍼렌셜
- 피아트 판다 4x4 mod. 141 (1986~2003년)
- 피아트 판다 4x4 및 판다 4x4 Cross mod. 319 (2012년부터)

## MILA
마그나 슈타이어는 기술연구를 위한 MILA(Magna Innovation Lightweight Auto)라는 브랜드를 만들었다. 여러 컨셉트 카들이 모터쇼에 등장하고 있다.

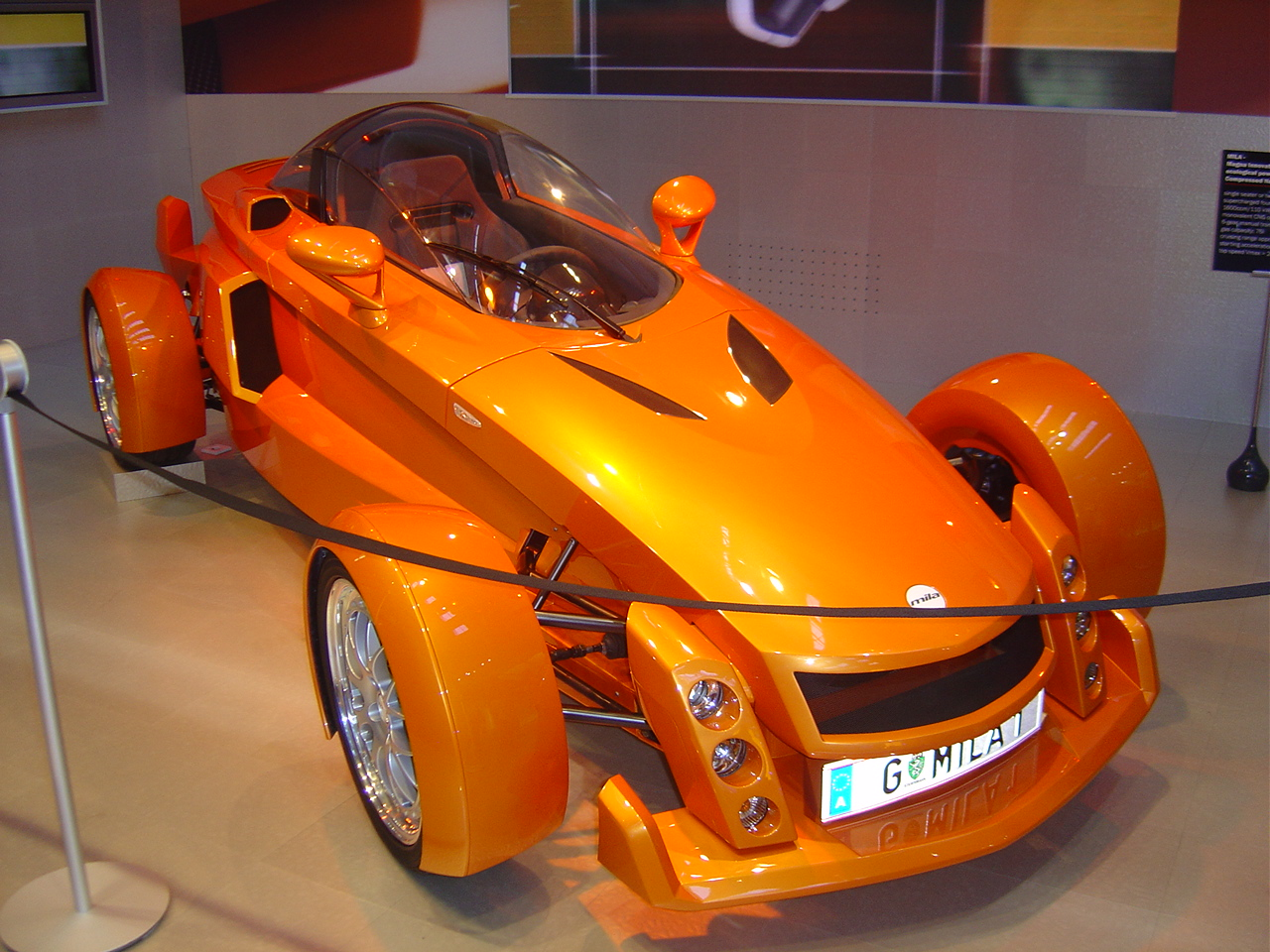
Toggle MILA subsection
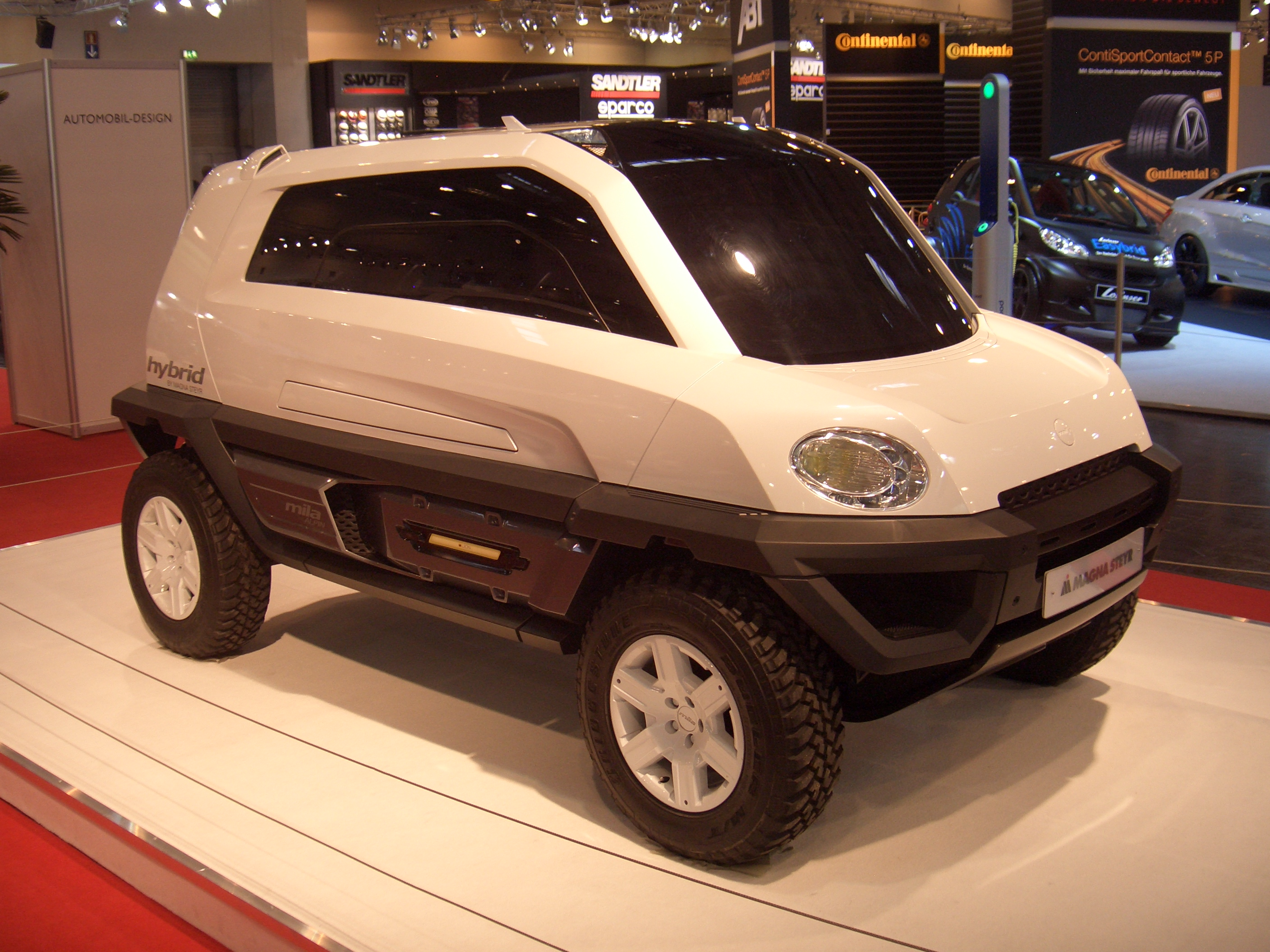
MILA Concept
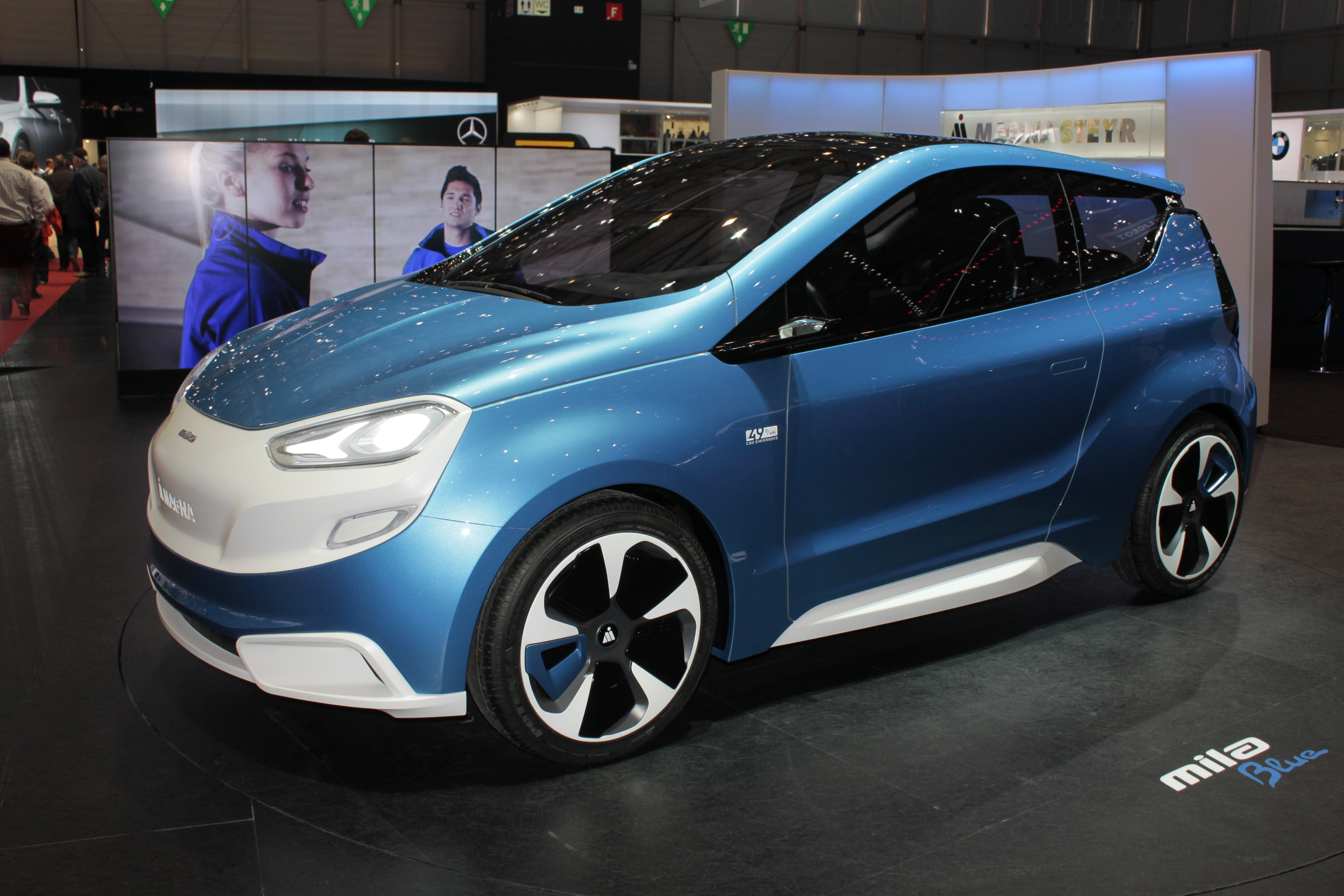
MILA Future
- MILA Alpin
- MILA EV
- MILA Aerolight
- MILA Coupic
- MILA Blue
- MILA Plus

- MILA 콘셉트카
- MILA Alpin
- MILA Blue

## 같이 보기
- 빈패스트